# 💩
粪便emoji（💩，Unicode：U+1F4A9，通称便便、微笑大便表情或微笑粪堆）是一個繪文字，经由设备渲染后顯示为“微笑着的”一堆糞便，一般用于表达不满之意。
该表情位于Unicode的杂项符号及图形区块，编码为U+1F4A9 💩 PILE OF POO ，HTML：&#128169;。

## 历史

比起微笑更显欢快的便便

根据养乐多2006年的“快屎 厕所日历”（日语：快ウン トイレカレンダー），粪便符号成为螺旋状是从江户時代开始。然而，日本在更早的镰仓时代便有画着螺旋状粪便的《餓鬼草紙》，欧洲画家Bernard Picart（1673年－1763年）所绘的《調香師》中也出现了螺旋状的粪便。
1998至1999年，日本三大运营商NTT DoCoMo、au和软银移动分别开发了自己的绘文字系列，这些绘文字采用私有标准；其中最早出现的是NTT DoCoMo绘文字，由该公司员工栗田穰崇创作。
2007年，Google为扩展日本和亚洲市场，决定与au合作开发Gmail版绘文字，项目代号为“Mojo”。在Gmail版绘文字中，便便表情没有微笑，上方还有几只苍蝇绕着飞。在决定表情范围时，Google日本产品经理岸本豪直接找到Gmail的经理，告知他便便表情是“最有用”的表情，并成功说服了他；Google一项对日本用户间最流行表情的统计分析也证实了这一论述。根据Google软件工程师Darren Tong的说法，便便表情在流行程度方面是“高高在上”。表情的设计交由Ryan Germick和Susie Sahim两位Google Doodle艺术家负责，他们计划以已有的表情为基础，创作“Google化”后的成果。除已有表情的设计外，他们还参考了鸟山明漫画《阿拉蕾》中的角色便便君，从中吸取创作灵感。在设计表情时，创作者将尺寸限制为15×15像素，并且限定只使用Google标志中出现的颜色。
2010年10月推出的Unicode 6.0.0版收录了该表情，编码为U+1F4A9。
| 符号 | Unicode | 参考图像 | 字符实体引用        | 名称        |
| ---- | ------- | -------- | ------------------- | ----------- |
| 💩   | U+1F4A9 |          | &#x1F4A9; &#128169; | PILE OF POO |

## 传播
2011年，有人在老挝国家顶级域下注册域名💩.la（页面存档备份，存于），注册者声称这是世界首个绘文字域名。
2016年，ABC新闻的Samantha Selinger-Morris在其一篇文章中声称微笑大便表情是“最受欢迎的表情之一”，因其具有“不可超越的魅力”，“可以跨越语言障碍和政治差异”，而这也是生日气球和蛋糕使用该表情的原因。2016年，一对夫妇使用Kmart贩卖的商品，将西澳大利亚州的一处白蚁蚁穴改造成了便便表情样式。
与粪便表情符号相似或是体现该符号的事物亦时有出现，如楳图一雄作品中的角色“螺旋虫”（とぐろ虫），名为“便便软糖”（うんちくんグミ）的粗点心，题为《便便先生》的动画等。日本还有酷爱收集各种各样的粪便表情实物的偶像，名为KONAN。
该表情出现于2017年影片《表情奇幻冒险》中，角色由帕特里克·斯图尔特配音。

## 相关问题
在早期，i-mode用户向iPhone发送含有音符符号（🎵）的邮件时，对方看到的会是粪便（💩）符号。这是由于i-mode的音符绘文字编码与SoftBank的粪便绘文字编码相同，若双方都使用Unicode 6.0.0的绘文字编码，则不会发生该问题。
在中国大陆，粪便表情遭到了部分平台的审查。如百度搜索任何带有“︁💩”︁的关键词，返回的则是找不到相关结果；而在哔哩哔哩评论区中，亦将其列为敏感词汇，无法发送。

## 註解
1. ↑  iOS裝置